# 鄭冕
郑冕（1418年—？），字宜端，號月山，江西饒州府樂平縣人，民籍，明朝政治人物。進士出身。

## 生平
江西鄉試第七名。景泰二年（1451年）辛未科會試第一百二十八名，殿試登進士第三甲第一百零四名。五年二月擢授河南道監察御史，六年巡按南直隶淮揚等府，天順元年六月因得罪石亨而下狱，降为知縣，后官衡州府知府。

## 家族
曾祖鄭廷鸞。祖父鄭天錫。父亲鄭貢，曾任翰林院伴讀。